# Rechavja

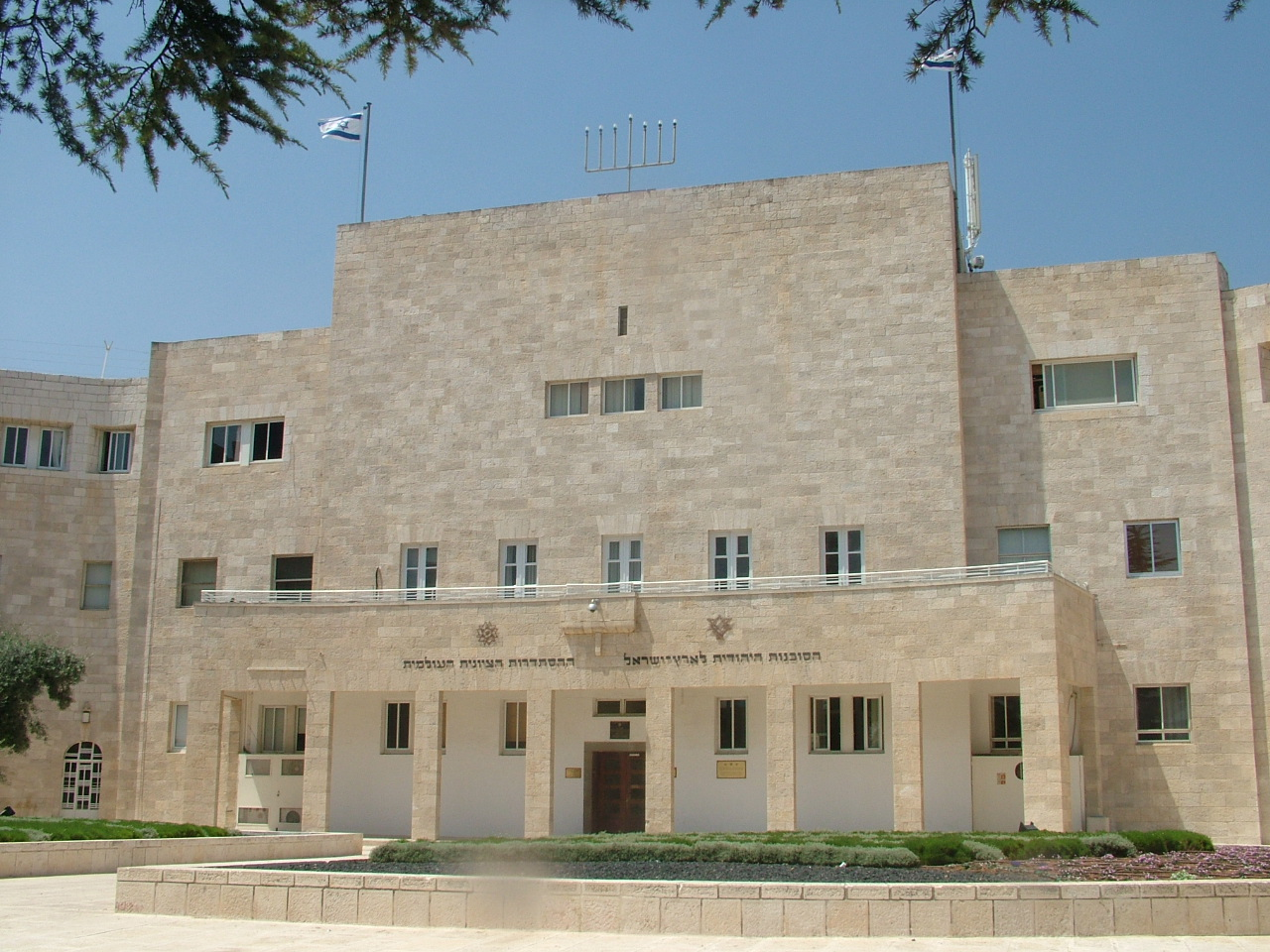
Sídlo Židovské agentury ve čtvrti Rechavja je součástí domu národních institucí, kde dále sídlí také Židovský národní fond a Keren ha-jesod

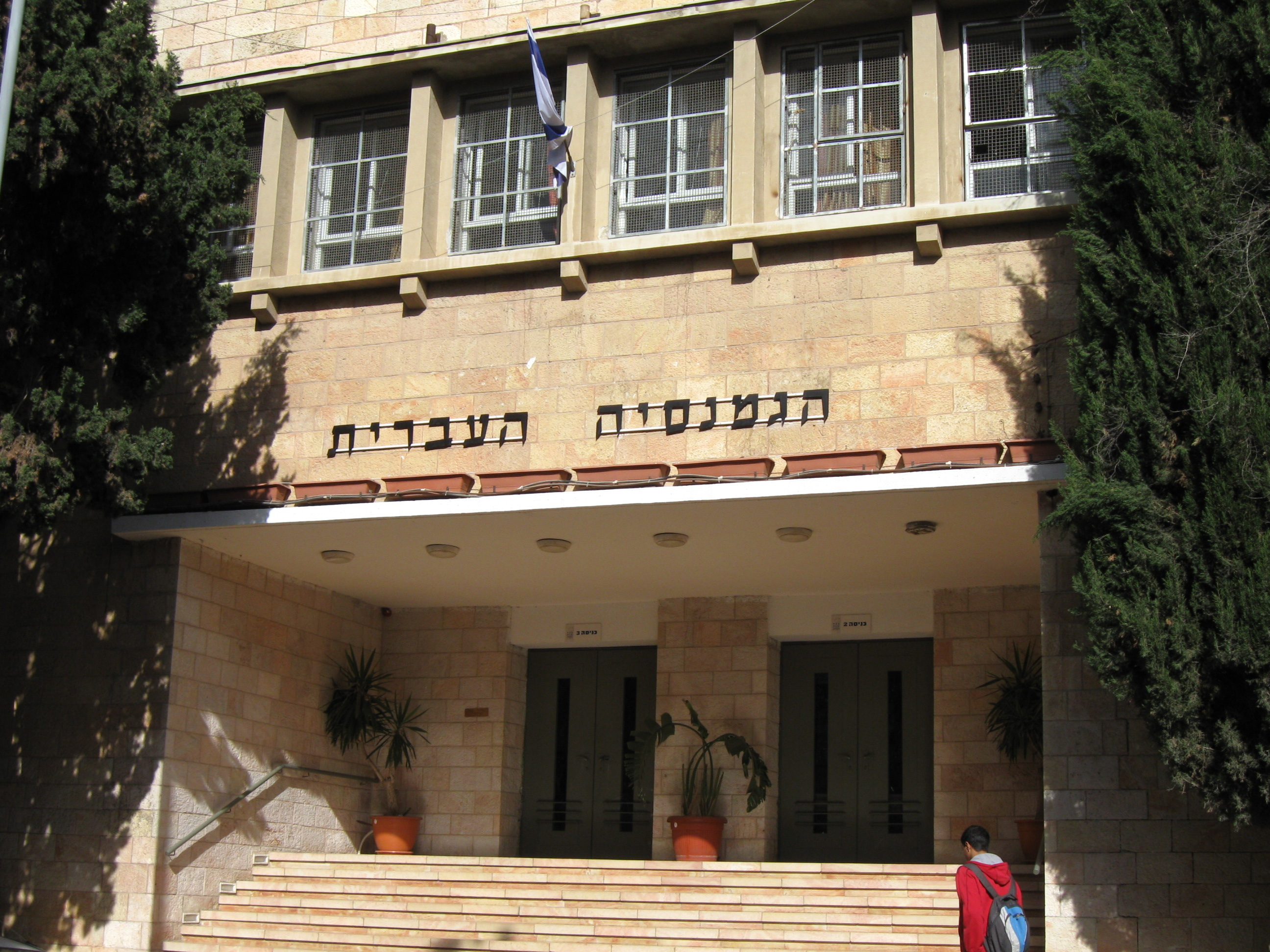
Gymnázium Rechavja

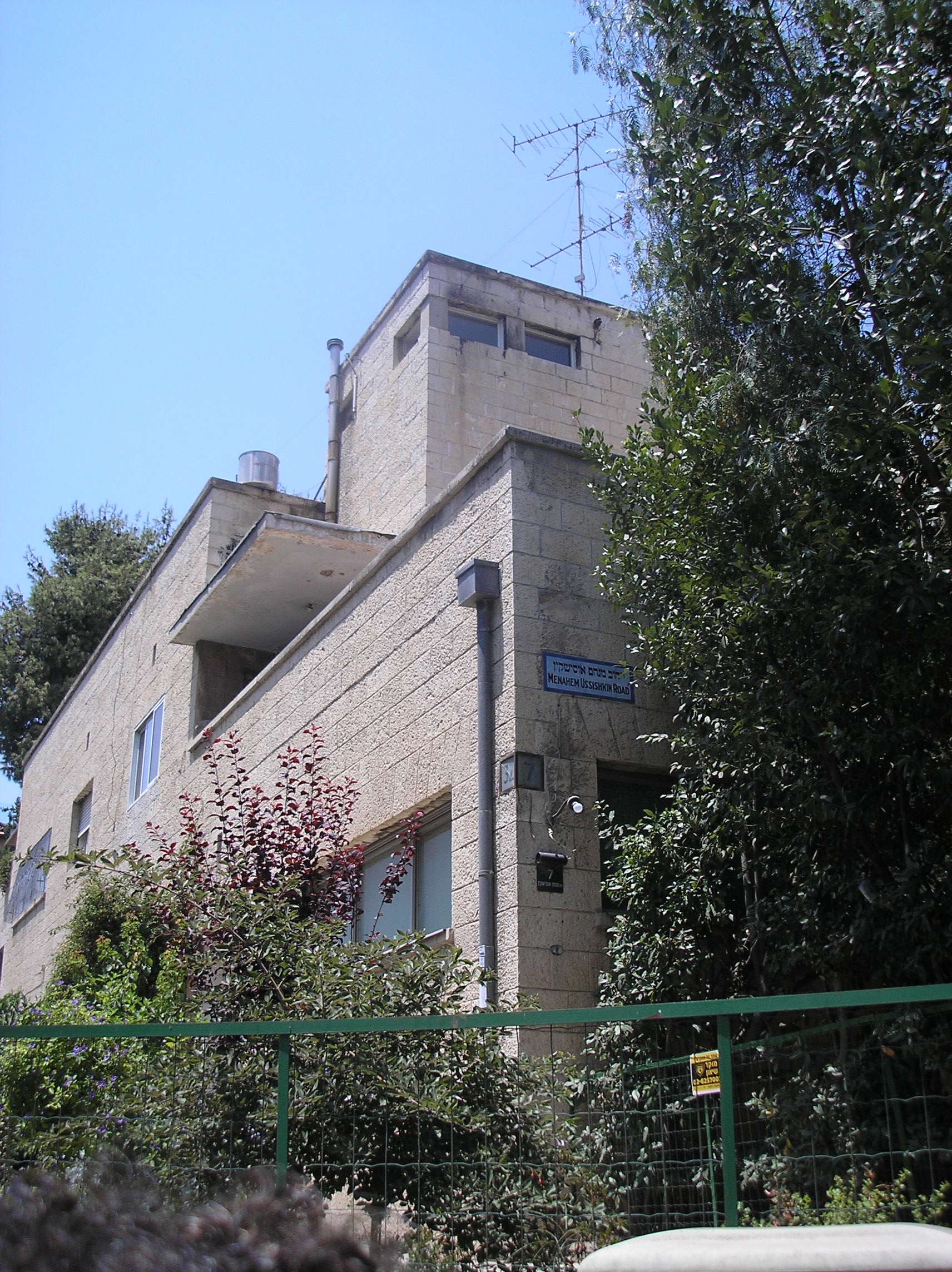
Dům Menachema Usiškina v Rechavji

Rechavja (hebrejsky: רחביה‎) je městská čtvrť v centrální části Jeruzaléma v Izraeli.

## Geografie
Leží v nadmořské výšce cca 800 metrů, cca 2 kilometry západně od Starého Města. Na severu s ní sousedí čtvrť Ša'arej Chesed, na jihu Kirjat Šmu'el, na jihovýchodě Talbija. Na západ odtud se rozkládá areál budov veřejného významu včetně sídla izraelského parlamentu (knesetu). Populace čtvrti je židovská.

## Dějiny
Šlo o jednu z prvních nových čtvrtí Jeruzaléma postavených za britského mandátu. Zdejší kamenité, terasovité pozemky byly vykoupeny roku 1921. Předtím tu stával jen klášter Ratisbon z 80. let 19. století a na severu menší čtvrť Ša'arej Chesed. Lokalita byla nazývána Zanzarija a pozemky tu patřily řecké pravoslavné církvi, která pro nedostatek peněz přikročila k odprodeji svých četných nemovitostí. Rechavja začala vyrůstat v letech 1923–1928, kdy došlo k zástavbě v prostoru mezi ulicemi Ramban a ha-Keren ha-kajemet le-Jisra'el. Územní plán zpracoval urbanista a architekt Richard Kaufmann, který ji pojal jako zahradní město. Na podobě mnoha zdejších prvních domů se podílel architekt Eli'ezer Jelin (syn učitele a spisovatele Davida Jelina). Prvními obyvateli byli stavební dělníci, členové pracovních oddílů Gdud ha-avoda, kteří tu pobývali v provizorních ubikacích ponechaných na místě britskými jednotkami na konci první světové války. Kámen na stavbu prvních domů těžili členové Gdud ha-avoda v nedalekém lomu v Ša'arej Chesed. Ještě než ale byly dokončeny první zděné domy, zde vyrostly dvě provizorní obytné chaty. V jedné žil Jicchak Ben Cvi s ženou Rachel Jana'it a v druhé (dnes v ulici Rechov Alharizi) lékař Dostrovsky. V květnu 1923 se poprvé sešli majitelé zdejších stavebních parcel. Zvažovali pojmenování nové čtvrti. Mezi návrhy byla jména jako Ševet Achim, Ibn Ezer, Tel Aviv, Gan Cejra či Machelot. Nakonec byl vybrán název Rechavja.
Hlavní fáze bytové výstavby zde proběhla v letech 1923–1936. Roku 1925 zde stálo jen 17 domů, roku 1936 již v Rechavji žilo 1000 lidí. Ve 20. letech 20. století byly vydlážděny místní komunikace, počátkem 30. let sem byla zavedena elektřina. V případě Rechavje šlo od počátku o bohatou, prestižní čtvrť, v níž bydleli akademici, vysokoškolští učitelé, lékař, právníci a političtí vůdci. Ve 20. a 30. letech 20. století si své svá sídla zbudovaly i významné instituce celostátního významu jako Židovský národní fond, Židovská agentura a Keren ha-jesod (tyto tři organizace sídlí v domě národních institucí). Místní ulice jsou s malými výjimkami pojmenované po středověcích židovských básnících ze Španělska. Od 60. let 20. století život čtvrti negativně ovlivnila rostoucí dopravní zátěž, kdy se z mnoha dosud místních komunikací staly tranzitní silnice celoměstského významu. Populace v Rechavji má v současnosti poměrně vysoký věkový průměr, v posledních 25 letech sem probíhá příliv firem a úřadů. Nachází se tu jedno z nejstarších hebrejských gymnázií v dnešním Izraeli, Gymnázium Rechavja.